# Sláva Vorlová
Sláva Vorlová   (Náchod, 15 de març de 1894 - Praga, 24 d'agost de 1973), nascuda com a Miroslava Johnova, va ser una compositora txeca. Va utilitzar el pseudònim Mira Kord. Vorlová va compondre un gran nombre d'obres: òperes, peces orquestrals i cançons de jazz.

## Biografia

### Primers anys de vida
Sláva Vorlová va néixer a la República Txeca, en el sí d'una família d’amants de la música: el seu pare, Rudolf John, va ser el fundador d’una petita orquestra comunitària a Náchod i la seva mare, Emilie Johnova, tocava el piano i cantava. Des de ben petita va mostrar un gran interès per la música i va sentir el desig d’estudiar cant líric per a poder dedicar-s’hi posteriorment.

### Estudis
Va iniciar els seus estudis de cant al Conservatori de Viena amb la professora Rosa Papier, i es va sentir atreta per la composició. A causa d'una malaltia va perdre pràcticament la veu, així que l’any 1915 es va traslladar a Praga on va estudiar piano i composició. Aquestes eren privades i les impartien els professors Václav Stěpán i Vítězslav Novák, respectivament.

### Carrera professional
Va fer els exàmens estatals i l’any 1918 va començar a impartir classes a una escola pública com a professora.
L’any 1919, Vorlová es va casar amb l'empresari Rudolf Vorel i durant els següents 15 anys va deixar de compondre per ajudar el seu marit a construir una empresa familiar d’èxit.
No va ser fins a l’any 1933 que va acabar la seva formació pianística amb el professor Frantisek Maxian i va tornar a compondre sense que ningú ho sabés. Aquell mateix any va compondre el seu primer Quartet de corda op.1, que va ser estrenat pel Quartet Ondříček.
L’any següent Vorlová va participar en les classes magistrals de Jaroslav Ridky al Conservatori de Praga i va compondre: Tres cançons, op.2, estrenada el 1935; Tres cançons, op.4 (1939), estrenada a Brussel·les el 1947; Quartet de corda No.2, op.5 (1939), estrenada el 1941; Fantasia per a violoncel i orquestra, op.6 (1940), estrenada el 1945; i Núvols blancs, op. 8, un cicle de deu cançons per a cor femení i orquestra (1942-43), estrenat el 1944.
Entre els anys 1945 i 1948 es va graduar en composició, amb la Simfonia, op.18 (dedicada a Jan Masaryk), convertint-se en la primera dona txeca reconeguda oficialment com a compositora.

### Darrers anys
Les seves darreres obres utilitzen tècniques modernistes sense sacrificar la sonoritat i l'encant melòdic; començant per Bhukhar, op.67 (1965), Vorlová va idear el seu propi mètode numèric i lògic per a la música serial, produint alguns dels seus millors treballs.
L’any 1972, un any abans que Vorlová morís, la indústria discogràfica va reconèixer finalment els seus èxits. Durant aquest mateix any va escriure Alphabet, op. 91 per a dues veus i piano, una altra col·lecció de música instructiva per a nens, que seria el seu darrer treball.
Vorlová mor a Praga, República Txeca, el 24 d’agost de 1973, després d'una llarga batalla amb una malaltia terminal.

## Obra
Vorlová va compondre un gran nombre d'obres; òperes, peces orquestrals i cançons de jazz. Diverses de les seves composicions han estat publicades com a enregistraments.
| Títol | Opus | Any       |
| --- | ---- | --------- |
| Bezkydy per a quartet de corda                                                                                 | 1    | 1933      |
| Tres cançons                                                                                                   | 2    | 1935      |
| Tres cançons                                                                                                   | 4    | 1939      |
| Quartet de corda No.2                                                                                          | 5    | 1939      |
| Fantasia per a violoncel i orquestra                                                                           | 6    | 1940      |
| Maličká země (Un petit país)                                                                                   | 7    | 1941-1942 |
| Bílá oblaka (Núvols blancs), Cicle de deu cançons per a cor femení i orquestra                                 | 8    | 1942-1943 |
| Simfonia per a gran orquestra (dedicada a Jan Masaryk)                                                         | 18   | 1948      |
| Fantasie na lidovou píseň z XV. století (Fantasia en una cançó popular txeca del segle XV) per a viola solista | 33   | 1953      |
| Slovácký koncert (Concert eslovac) per a viola i orquestra                                                     | 35   | 1954      |
| Concert per a clarinet baix i orquestra de corda                                                               | 50   | 1961      |
| Sonáta lyrica a tre per a violí, viola i guitarra                                                              | 62   | 1964      |